# Ludwik August Hauke
Ludwik August Hauke herbu Bosak (ur. 18 sierpnia 1779 w Seifersdorfie, zm. 21 kwietnia 1851 w Warszawie) – nadzwyczajny radca stanu Królestwa Kongresowego, przodek żyjących dziś Hauków. 

## Zarys biografii
Ludwik August był czwartym dzieckiem profesora Fryderyka Haukego i jego małżonki Salomei ze Schweppenhäuserów. Rodzice prowadzili nieomal koczowniczy tryb życia, gdyż Fryderyk, sekretarz starosty warszawskiego i generała wojsk koronnych I RP, hr. Alojzego Brühla, przenosił się wraz z rodziną z Drezna do Warszawy i z powrotem, podążając za swym pracodawcą. W roku 1782 hrabia Brühl sprzedał swe polskie urzędy i powrócił na stałe do Saksonii, podczas gdy Haukowie, których dzieci były już spolonizowane, pozostali w Warszawie, gdzie Fryderyk otworzył prywatną szkołę, przechodząc w 1805 do nowo powstałego Liceum Warszawskiego jako profesor matematyki i języka niemieckiego.
O wczesnych latach Ludwika niewiele jest wiadomo, znane jest tylko, że idąc śladem starszego brata Maurycego wstąpił 1 czerwca 1794, a więc w wieku lat 15, do wojska koronnego, które już rok później rozwiązano w związku z trzecim rozbiorem Polski. Po rozbiorze pomagał ojcu przez jakiś czas w sprawach jego prywatnej szkoły, ale już w 1801 wysłano go na naukę górnictwa na Śląsk, gdzie spędził siedem lat. Po utworzeniu Księstwa Warszawskiego Hauke powrócił do Warszawy i objął posadę urzędniczą w administracji górnictwa, gdzie wkrótce doszedł do stopnia dyrektora. W administracji górnictwa w Królestwie Polskim awansował do stopnia generalnego dyrektora. Naczelnik Wydziału Górniczego w Komisji Rządowej Przychodów i Skarbu w 1828 roku.
W roku 1826 cesarz Wszech Rosji i król polski Mikołaj I nadał braciom Maurycemu, Ludwikowi (wówczas „Referendarzowi Stanu Nadzwyczaynemu”) i Józefowi Haukom dziedziczne szlachectwo Królestwa Polskiego z herbem Bosak.
Ludwik Hauke otrzymał parokrotnie w czasie swej kariery order św. Stanisława: w 1817 IV klasę, w tym samym roku III klasę, a w 1829 II klasę.
W 1810 poślubił Ludwikę Marię Watson-Priestfield-Aithernay (1788–1867), córkę Roberta, nadintendenta skarbca króla Stanisława Augusta, kalwinistkę pochodzenia szkockiego, i miał z nią ośmioro dzieci. Spośród synów wyróżnili się szczególnie Aleksander, generał, i Teodor Ludwik Maurycy (1813–1838), oficer polski i rosyjski, kawaler orderu Virtuti Militari IV klasy.
Ludwik Hauke spoczywa w krypcie rodzinnej na  warszawskich Powązkach (kwatera 10-3-5), bez napisu, a Ludwika na cmentarzu kalwińskim w Warszawie (sektor M, rząd 7, grób 2).